# Millet (osmanska etnija)
V Osmanskem cesarstvu je bil Millet (narod ali etnija) religiozna skupnost katere člani so bili podvrženi zakonom svoje religije; islamskemu šeriatskemu pravu, krščanskemu kanonskemu pravu ali judovskemu pravu, odvisno kateri etniji oziroma verski skupnosti so pripadali. Čeprav je miletski sistem znan kot eden prvih državnih sistemov verskega pluralizma in zagotavljanja strpnosti, pa je glavno besedo v državnem sodstvu osmanske države imela zgolj islamska etnija, ki je odločala o življenju in smrti in lastništvu imetja drugih manj enakopravnih etnij.

## Mileti v državi Osmanov
Poleg islamskeg mileta so bili glavni mileti ali etnije v državi grško-rimski milet (Rum Milleti), judovski, armenski (Ermen Milleti) in katoliški milet (Latin Milleti).

### Muslimani
Muslimani so predstavljali vladajoči razred v večnarodnostni državi Osmanov. Vsi muslimani ne glede na narodnost so uživali privilegiran status. Muslimani so predstavljali večino v azijskih provincah osmanskega imperija, Egiptu, Iraku in Siriji. Sultan imperija je bil tudi kalif islama, zato so Arabci Meke in Medine, svetih islamskih mest, ki so prišla pod oblast Osmanov, videli osmanski imperij kot Mohamedovo obljubljeno deželo za vse muslimane, in se sprijaznili s turško vladavino.

### Pravoslavni kristjani (grško-rimski milet)
Vsi pravoslavni kristjani so bili uvrščeni v Rum Millet (millet-i Rûm), ali "Rimski Narod", katerega duhovni vodja je bil konstantinopelski vrhovni patriarh. Podobno kot je bil za islamski milet osmanski sultan kalif islama, je bil za svoje pravoslavne podanike "rimski cesar" (kaysar-i Rûm). Čeprav je bilo v osmanski vladajoči družini veliko članov z Grškimi (Rimskimi) koreninami, med njimi tudi sultan Sulejman Veličastni, so bili pripadniki rimskega naroda v osmanskem imperiju drugorazredni državljani.
Pripadnike rimskega mileta so pogosto zatirali in tudi pobijali, pogosto so bili Grki (Rimljani) in tudi drugi kristjani žrtve vnaprej določenih sodnih procesov in podlega državnega obračunavanja. Nemuslimanom je bilo prepovedano nositi orožje, hkrati pa so bili ravno otroci članov rimskega mileta najbolj iskani za nabor v osmansko vojsko, kjer so jih od mladosti urili v elitne osmanske vojaške enote - janičarje.
Poleg Grkov so bili člani rimskega mileta tudi Srbi, Bolgari, pravoslavni Albanci, makedonski Slovani, Romuni, Rusi, sirski kristjani in Gruzijci.

### Armenci
Armenci so bili samostojen milet s svojo cerkveno hierarhijo in ureditvijo armenske apostolske cerkve. Prav tako kot rimski milet so bili drugorazredni državljani, ki niso smeli nositi orožja v javnosti ali poseči po visokim funkcijam v državi, razen če so prešli v islamsko vero. Živeli so v gorah na vzhodnem robu osmanskega imperija in bili zelo vplivni na svoji zemlji, čeprav niso imeli sovje države.
Da bi vzpostavili nadzor nad Armenci, so Osmani v gorah Armenije postavili postojanke z enotami milice, ki so imele neomejene pristojnosti v obračunavanju z domačini.

### Judje
Judi so bili pomembna etnija v osmanskem imperiju, bili so znani kot trgovci in popotniki. Čeprav so bili tudi Judi drugorazredni državljani, je številni osmanski sultan kot znak javnega prikaza velikodušnosti na veliko vabil Jude iz zahodne Evrope, kjer so bili zelo zatirani, v osmansko državo. Mnogi Judje iz Španije so se naselili v Solunu, ki je bil že v času Vzhodnega rimskega imperija s 350.000 prebivalci drugo največje mesto tako v cesarstvu, kot tudi v vsej Evropi. V osmanskem obdobju se je v Solun, ki je ostal pomembno pristaniško mesto, priselilo na tisoče Judov, zato je do 19. stoletja postal največje judovsko središče sveta.
Hakam Baši (Hahambaşı) je bil duhovni vodja judovske etnije, ki je z dovoljenjem pogosto sedel na sultanovem divanu in imel zakonodajno oblast nad Judi imperija.

### Katoliki (latinski milet)
Po turških vpadih 16. stoletja, je pod oblast Osmanov prehajalo vedno več ozemelj katoliške srednje Evrope. Osmani so zavzeli Madžarsko in del Poljske, večkrat so oblegali avstrijski Dunaj ter opustošili hrvaško Vojno krajino ali slovenske dežele Kranjske, Goriške in Štajerske. 
Tudi katoliki so po dogovoru med papežem in osmanskim sultanom dobili svoj milet, in podobno kot pravoslavni ali rimski milet so bili pripadniki te verske skupnosti s perspektive osmanskih oblasti drugorazredni in močno zatirani. Turški vpadi so vključevali tudi poboje in mučenje kristjanov srednje Evrope. 